# Реферовская, Елизавета Артуровна
Елизаве́та Арту́ровна Реферо́вская (22 мая 1907, Санкт-Петербург — 2004 год, там же) — советский и российский лингвист, один из крупнейших российских романистов, специалист в области эволюции грамматического строя романских языков, истории и теории французского языка, грамматики, лингвистики текста и истории лингвистических учений. Ученица академика В. Ф. Шишмарева.

## Образование и учёные степени
В 1931 году окончила Ленинградский государственный университет. Весной 1941 году защитила в Учёном совете ЛГУ кандидатскую диссертацию «История сложного перфекта во французском языке», подготовленную под научным руководством проф. В. Ф. Шишмарева, с которым она впоследствии плодотворно сотрудничала. В 1956 году защитила в Ученом совете Ленинградского отделения Института языкознания АН СССР (с 1991 г. — Институт лингвистических исследований РАН) докторскую диссертацию «Развитие категории залога во французском языке». В 1957 году ей присвоено звание профессора.

## Педагогическая и научная деятельность
Свою педагогическую деятельность Е. А. Реферовская начала в 1932 году в качестве ассистента в ЛГУ. С 1936 года она — преподаватель общеуниверситетской (межфакультетской) кафедры иностранных языков, которую возглавлял академик Л. В. Щерба. В сентябре 1937 года кафедра иностранных языков вошла в состав филологического факультета. В годы Великой Отечественной войны Е. А. Реферовская проходила службу на Ленинградском фронте в качестве переводчика при воинской части № 59001.
В 1945 году она заняла должность заведующей кафедрой иностранных языков. В 1948 году на базе кафедры иностранных языков были образованы три подразделения: кафедра немецкого языка, кафедра английского языка и кафедра французского языка, которую возглавила Е. А. Реферовская. Здесь она продолжала научную и преподавательскую работу. Читала курсы «Классическая латынь», «Введение в романскую филологию», «История французского языка», «Теоретическая грамматика романских языков».
С 1958 года Е. А. Реферовская перешла на постоянную работу в Ленинградское отделение Института языкознания АН СССР. Этому институту она посвятила более сорока лет своей жизни, продолжая работать по совместительству в качестве профессора ЛГУ и Ленинградского педагогического института им. А. И. Герцена. В своей научной деятельности она сотрудничала с такими выдающимися лингвистами, как академик В. М. Жирмунский; профессора В. Г. Адмони, А. В. Десницкая, Л. Р. Зиндер, С. Д. Кацнельсон, И. М. Тронский. В 1960—1961 годах преподавала русский язык в Сорбонне (Париж); в 1961 году была принята в Парижское лингвистическое общество.

## Научные интересы
Круг научных интересов Е. А. Реферовской чрезвычайно широк. Она внесла значительный вклад в исследование следующих областей романского и общего языкознания:
- грамматический строй романских языков на ранних этапах эволюции — «История сложного перфекта во французском языке» (канд. дис., 1941); «Развитие категории залога во французском языке» (докт. дис., 1956); «Развитие предложных конструк-ций в латинском языке позднего периода» (1964); «Истоки аналитизма романских языков» (1966);
- формирование французского литературного языка и его функционирование во Франции за её пределами — «Формирование романских литературных языков. Французский язык» (1980); «Французский язык в Канаде» (1972);
- теоретическая грамматика современного французского языка — «Синтаксис современного французского языка» (1969); «Теоретическая грамматика французского языка» (1969—1983);
- лингвистика текста — «Лингвистическое исследование структуры текста» (1983); «Коммуникативная структура текста в лексико-грамматическом аспекте» (1989);
- история лингвистических учений — «Философия языка и грамматические теории во Франции» (1996);
- современные лингвистические теории во Франции — «Философия лингвистики Гюстава Гийома» (1997); «Морфология и синтаксис в концепции психосистематики Гюстава Гийома» (2000).

## Основные работы
- Развитие предложных конструкций в латинском языке позднего периода. М.; Л.: Наука, 1964.
- Истоки аналитизма романских языков. Очерки по синтаксису раннесредневековой латыни. М.; Л.: Наука, 1966—152 c.
- Синтаксис современного французского языка. Сложное предложение. Л.: Наука, 1969.
- Французский язык в Канаде. Л.: Наука, 1972—216 с.
- Формирование романских литературных языков. Французский язык. Л.: Наука, 1980—200 с.
- Теоретическая грамматика французского языка (на франц. языке). Часть I. Морфология и синтаксис частей речи. М.: Просвещение, 1964 1973 (2-е изд.); 1982 (3-е изд.); Часть II. Синтаксис простого и сложного предложений. М.: Просвещение, 1973; 1983 (2-е изд.) — в соавт. с А. К. Васильевой.
- Лингвистические исследования структуры текста. Л.: Наука, 1983—215 с.
- Коммуникативная структура текста в лексико-грамматическом аспекте. Л.: Наука, 1989.
- Философия языка и грамматические теории во Франции (из истории лингвистики). СПб.: Петербург-XXI век, 1996—175 с.
- Философия лингвистики Гюстава Гийома: Курс лекций по языкознанию. СПб.: Академический проект, 1997—126 с.
- Морфология и синтаксис в концепции психосистематики Гюстава Гийома // Проблемы функциональной грамматики: Категории морфологии и синтаксиса в высказывании (коллективная монография). СПб.: Наука, 2000.